# Андоні Субісаррета
Андоні́ Субісарре́та Урре́та (ісп. Andoni Zubizarreta, нар. 23 жовтня 1961, Віторія-Гастейс) — іспанський футболіст, воротар. По завершенні ігрової кар'єри — спортивний функціонер.

## Клубна кар'єра
Вихованець футбольної школи клубу «Аречабалета».
У дорослому футболі дебютував 1979 року виступами за команду клубу «Алавес», в якій провів два сезони.
Протягом 1981—1986 років захищав кольори команди клубу «Атлетик». За цей час двічі виборював титул чемпіона Іспанії, ставав володарем Кубка Іспанії з футболу.
Своєю грою за останню команду привернув увагу представників тренерського штабу клубу «Барселона», до складу якого приєднався 1986 року. Відіграв за каталонський клуб наступні вісім сезонів своєї ігрової кар'єри. Більшість часу, проведеного у складі «Барселони», був основним гравцем команди. За цей час додав до переліку своїх трофеїв ще чотири титули чемпіона Іспанії, ставав володарем Суперкубка Іспанії з футболу (двічі), володарем Кубка Кубків УЄФА, переможцем Ліги чемпіонів УЄФА, володарем Суперкубка УЄФА.
У 1994 році перейшов до клубу «Валенсія», за який відіграв 4 сезони.  Граючи у складі «Валенсії» також здебільшого виходив на поле в основному складі команди. За цей час додав до переліку своїх трофеїв титул володаря Кубка Інтертото. Завершив професійну кар'єру футболіста виступами за команду «Валенсія» у 1998 році.

## Виступи за збірні
Протягом 1979–1984 років  залучався до складу молодіжної збірної Іспанії. На молодіжному рівні зіграв у 17 офіційних матчах.
1985 року дебютував в офіційних матчах у складі національної збірної Іспанії. Протягом кар'єри у національній команді, яка тривала 14 років, провів у формі головної команди країни 126 матчів.
У складі збірної був учасником чемпіонату Європи 1984 року у Франції, де разом з командою здобув «срібло», чемпіонату світу 1986 року у Мексиці, чемпіонату Європи 1988 року у ФРН, чемпіонату світу 1990 року в Італії, чемпіонату світу 1994 року у США, чемпіонату Європи 1996 року в Англії, чемпіонату світу 1998 року у Франції.
| Дата       | Місто                  | Господарі            | Результат               | Гості              | Турнір                | Голи | Примітки |
| ---------- | ---------------------- | -------------------- | ----------------------- | ------------------ | --------------------- | ---- | -------- |
| 23-1-1985  | Аліканте               | Іспанія              | 3 – 1                   | Фінляндія          | товариський матч      | -    | 46'      |
| 26-5-1985  | Корк                   | Ірландія             | 0 – 0                   | Іспанія            | товариський матч      | -    |          |
| 12-6-1985  | Рейк'явік              | Ісландія             | 1 – 2                   | Іспанія            | Відбір до ЧС 1986     | -1   |          |
| 25-9-1985  | Сарагоса               | Іспанія              | 2 – 1                   | Ісландія           | товариський матч      | -1   |          |
| 20-11-1985 | Сарагоса               | Іспанія              | 0 – 0                   | Австрія            | товариський матч      | -    |          |
| 18-12-1985 | Сарагоса               | Іспанія              | 2 – 0                   | Болгарія           | товариський матч      | -    |          |
| 22-1-1986  | Лас-Пальмас            | Іспанія              | 2 – 0                   | СРСР               | товариський матч      | -    |          |
| 19-2-1986  | Ельче                  | Іспанія              | 3 – 0                   | Бельгія            | товариський матч      | -    |          |
| 26-3-1986  | Кадіс                  | Іспанія              | 3 – 0                   | Польща             | товариський матч      | -    |          |
| 1-6-1986   | Гвадалахара            | Іспанія              | 0 – 1                   | Бразилія           | ЧС 1986 - 1-й етап    | -1   |          |
| 7-6-1986   | Сапопан                | Північна Ірландія    | 1 – 2                   | Іспанія            | ЧС 1986 - 1-й етап    | -1   |          |
| 12-6-1986  | Монтеррей              | Алжир                | 0 – 3                   | Іспанія            | ЧС 1986 - 1-й етап    | -    |          |
| 18-6-1986  | Сантьяго-де-Керетаро   | Данія                | 1 – 5                   | Іспанія            | ЧС 1986 - 1/8 фіналу  | -1   |          |
| 22-6-1986  | Пуебла (місто)         | Бельгія              | 1 – 1 д.ч. (5 – 4 п.п.) | Іспанія            | ЧС 1986 - чвертьфінал | -1   |          |
| 24-9-1986  | Хіхон                  | Іспанія              | 3 – 1                   | Греція             | товариський матч      | -    | 75'      |
| 15-10-1986 | Ганновер               | ФРН                  | 2 – 2                   | Іспанія            | товариський матч      | -2   |          |
| 12-11-1986 | Севілья                | Іспанія              | 1 – 0                   | Румунія            | Відбір до ЧЄ 1988     | -    |          |
| 3-12-1986  | Тирана                 | Албанія              | 1 – 2                   | Іспанія            | Відбір до ЧЄ 1988     | -1   |          |
| 21-1-1987  | Барселона              | Іспанія              | 1 – 1                   | Нідерланди         | товариський матч      | -1   |          |
| 18-2-1987  | Мадрид                 | Іспанія              | 2 – 4                   | Англія             | товариський матч      | -4   |          |
| 1-4-1987   | Відень                 | Австрія              | 2 – 3                   | Іспанія            | Відбір до ЧЄ 1988     | -2   |          |
| 29-4-1987  | Бухарест               | Румунія              | 3 – 1                   | Іспанія            | Відбір до ЧЄ 1988     | -3   |          |
| 23-9-1987  | Мадрид                 | Іспанія              | 2 – 0                   | Люксембург         | товариський матч      | -    | 74'      |
| 14-10-1987 | Севілья                | Іспанія              | 2 – 0                   | Австрія            | Відбір до ЧЄ 1988     | -    |          |
| 18-11-1987 | Севілья                | Іспанія              | 5 – 0                   | Албанія            | Відбір до ЧЄ 1988     | -    |          |
| 27-1-1988  | Валенсія               | Іспанія              | 0 – 0                   | НДР                | товариський матч      | -    | 46'      |
| 24-2-1988  | Малага                 | Іспанія              | 1 – 2                   | Чехословаччина     | товариський матч      | -2   |          |
| 23-3-1988  | Бордо                  | Франція              | 2 – 1                   | Іспанія            | товариський матч      | -2   |          |
| 27-4-1988  | Мадрид                 | Іспанія              | 0 – 0                   | Шотландія          | товариський матч      | -    |          |
| 1-6-1988   | Саламанка              | Іспанія              | 1 – 3                   | Швеція             | товариський матч      | -3   |          |
| 5-6-1988   | Базель                 | Швейцарія            | 1 – 1                   | Іспанія            | товариський матч      | -1   |          |
| 11-6-1988  | Ганновер               | Іспанія              | 3 – 2                   | Данія              | ЧЄ 1988 - 1-й етап    | -2   |          |
| 14-6-1988  | Франкфурт-на-Майні     | Італія               | 1 – 0                   | Іспанія            | ЧЄ 1988 - 1-й етап    | -1   |          |
| 17-6-1988  | Мюнхен                 | ФРН                  | 2 – 0                   | Іспанія            | ЧЄ 1988 - 1-й етап    | -2   |          |
| 14-9-1988  | Ов'єдо                 | Іспанія              | 1 – 2                   | Югославія          | товариський матч      | -1   | 84'      |
| 12-10-1988 | Севілья                | Іспанія              | 1 – 1                   | Аргентина          | товариський матч      | -1   |          |
| 16-11-1988 | Севілья                | Іспанія              | 2 – 0                   | Ірландія           | Відбір до ЧС 1990     | -    |          |
| 21-12-1988 | Севілья                | Іспанія              | 4 – 0                   | Північна Ірландія  | Відбір до ЧС 1990     | -    |          |
| 22-1-1989  | Та-Калі                | Мальта               | 0 – 2                   | Іспанія            | Відбір до ЧС 1990     | -    |          |
| 8-2-1989   | Белфаст                | Північна Ірландія    | 0 – 2                   | Іспанія            | Відбір до ЧС 1990     | -    |          |
| 23-3-1989  | Севілья                | Іспанія              | 4 – 0                   | Мальта             | Відбір до ЧС 1990     | -    |          |
| 26-4-1989  | Дублін                 | Ірландія             | 1 – 0                   | Іспанія            | Відбір до ЧС 1990     | -1   |          |
| 20-9-1989  | Ла-Корунья             | Іспанія              | 1 – 0                   | Польща             | товариський матч      | -    | 81'      |
| 11-10-1989 | Будапешт               | Угорщина             | 2 – 2                   | Іспанія            | Відбір до ЧС 1990     | -2   | кап.     |
| 15-11-1989 | Севілья                | Іспанія              | 4 – 0                   | Угорщина           | Відбір до ЧС 1990     | -    |          |
| 13-12-1989 | Санта-Крус-де-Тенерифе | Іспанія              | 2 – 1                   | Швейцарія          | товариський матч      | -1   |          |
| 21-2-1990  | Аліканте               | Іспанія              | 1 – 0                   | Чехословаччина     | товариський матч      | -    |          |
| 28-3-1990  | Малага                 | Іспанія              | 2 – 3                   | Австрія            | товариський матч      | -3   |          |
| 26-5-1990  | Любляна                | Югославія            | 0 – 1                   | Іспанія            | товариський матч      | -    |          |
| 13-6-1990  | Удіне                  | Уругвай              | 0 – 0                   | Іспанія            | ЧС 1990 - 1-й етап    | -    |          |
| 17-6-1990  | Удіне                  | Південна Корея       | 1 – 3                   | Іспанія            | ЧС 1990 - 1-й етап    | -1   |          |
| 21-6-1990  | Верона                 | Іспанія              | 2 – 1                   | Бельгія            | ЧС 1990 - 1-й етап    | -1   |          |
| 26-6-1990  | Верона                 | Іспанія              | 1 – 2 д.ч.              | Югославія          | ЧС 1990 - 1/8 фіналу  | -2   |          |
| 12-9-1990  | Хіхон                  | Іспанія              | 3 – 0                   | Бразилія           | товариський матч      | -    | 71'      |
| 10-10-1990 | Севілья                | Іспанія              | 2 – 1                   | Ісландія           | Відбір до ЧЄ 1992     | -1   |          |
| 14-11-1990 | Прага                  | Чехословаччина       | 3 – 2                   | Іспанія            | Відбір до ЧЄ 1992     | -3   | 9'       |
| 19-12-1990 | Севілья                | Іспанія              | 9 – 0                   | Албанія            | Відбір до ЧЄ 1992     | -    |          |
| 16-1-1991  | Кастельйон-де-ла-Плана | Іспанія              | 1 – 1                   | Португалія         | товариський матч      | -1   | 83'      |
| 20-2-1991  | Париж                  | Франція              | 3 – 1                   | Іспанія            | Відбір до ЧЄ 1992     | -3   |          |
| 27-3-1991  | Сантандер              | Іспанія              | 2 – 4                   | Угорщина           | товариський матч      | -1   | кап. 46' |
| 17-4-1991  | Касерес                | Іспанія              | 0 – 2                   | Румунія            | товариський матч      | -2   | 84'      |
| 4-9-1991   | Ов'єдо                 | Іспанія              | 2 – 1                   | Уругвай            | товариський матч      | -1   | 83'      |
| 25-9-1991  | Рейк'явік              | Ісландія             | 2 – 0                   | Іспанія            | Відбір до ЧЄ 1992     | -2   |          |
| 12-10-1991 | Севілья                | Іспанія              | 1 – 2                   | Франція            | Відбір до ЧЄ 1992     | -2   |          |
| 13-11-1991 | Севілья                | Іспанія              | 2 – 1                   | Чехословаччина     | Відбір до ЧЄ 1992     | -1   |          |
| 15-1-1992  | Торреш-Новаш           | Португалія           | 0 – 0                   | Іспанія            | товариський матч      | -    | 46'      |
| 19-2-1992  | Валенсія               | Іспанія              | 1 – 1                   | СНД                | товариський матч      | -1   |          |
| 11-3-1992  | Вальядолід             | Іспанія              | 2 – 0                   | США                | товариський матч      | -    | кап. 46' |
| 22-4-1992  | Севілья                | Іспанія              | 3 – 0                   | Албанія            | товариський матч      | -    | кап.     |
| 9-9-1992   | Сантандер              | Іспанія              | 1 – 0                   | Англія             | товариський матч      | -    |          |
| 23-9-1992  | Рига                   | Латвія               | 0 – 0                   | Іспанія            | Відбір до ЧС 1994     | -    |          |
| 14-10-1992 | Белфаст                | Північна Ірландія    | 0 – 0                   | Іспанія            | Відбір до ЧС 1994     | -    |          |
| 18-11-1992 | Севілья                | Іспанія              | 0 – 0                   | Ірландія           | Відбір до ЧС 1994     | -    |          |
| 16-12-1992 | Севілья                | Іспанія              | 5 – 0                   | Латвія             | Відбір до ЧС 1994     | -    |          |
| 27-1-1993  | Лас-Пальмас            | Іспанія              | 1 – 1                   | Мексика            | товариський матч      | -1   | кап.     |
| 24-2-1993  | Севілья                | Іспанія              | 5 – 0                   | Литва              | Відбір до ЧС 1994     | -    |          |
| 31-3-1993  | Копенгаген             | Данія                | 1 – 0                   | Іспанія            | Відбір до ЧС 1994     | -1   |          |
| 28-4-1993  | Севілья                | Іспанія              | 3 – 1                   | Північна Ірландія  | Відбір до ЧС 1994     | -1   |          |
| 2-6-1993   | Вільнюс                | Литва                | 0 – 2                   | Іспанія            | Відбір до ЧС 1994     | -    |          |
| 8-9-1993   | Аліканте               | Іспанія              | 2 – 0                   | Чилі               | товариський матч      | -    | кап.     |
| 22-9-1993  | Тирана                 | Албанія              | 1 – 5                   | Іспанія            | Відбір до ЧС 1994     | -1   | кап. 83' |
| 13-10-1993 | Дублін                 | Ірландія             | 1 – 3                   | Іспанія            | Відбір до ЧС 1994     | -1   | кап.     |
| 17-11-1993 | Севілья                | Іспанія              | 1 – 0                   | Данія              | Відбір до ЧС 1994     | -    | 11'      |
| 19-1-1994  | Віго                   | Іспанія              | 2 – 2                   | Португалія         | товариський матч      | -1   | кап. 73' |
| 9-2-1994   | Санта-Крус-де-Тенерифе | Іспанія              | 1 – 1                   | Польща             | товариський матч      | -1   | кап.     |
| 23-3-1994  | Валенсія               | Іспанія              | 0 – 2                   | Хорватія           | товариський матч      | -2   | кап. 66' |
| 2-6-1994   | Тампере                | Фінляндія            | 1 – 2                   | Іспанія            | товариський матч      | -1   | кап. 60' |
| 21-6-1994  | Чикаго                 | Німеччина            | 1 – 1                   | Іспанія            | ЧС 1994 - 1-й етап    | -1   | кап.     |
| 27-6-1994  | Чикаго                 | Болівія              | 1 – 3                   | Іспанія            | ЧС 1994 - 1-й етап    | -1   | кап.     |
| 2-7-1994   | Вашингтон              | Іспанія              | 3 – 0                   | Швейцарія          | ЧС 1994 - 1/8 фіналу  | -    | кап.     |
| 9-7-1994   | Бостон                 | Італія               | 2 – 1                   | Іспанія            | ЧС 1994 - чвертьфінал | -2   | кап.     |
| 7-9-1994   | Лімасол                | Кіпр                 | 1 – 2                   | Іспанія            | Відбір до ЧЄ 1996     | -1   | кап.     |
| 12-10-1994 | Скоп'є                 | Республіка Македонія | 0 – 2                   | Іспанія            | Відбір до ЧЄ 1996     | -    | кап.     |
| 16-11-1994 | Севілья                | Іспанія              | 3 – 0                   | Данія              | Відбір до ЧЄ 1996     | -    | кап.     |
| 30-11-1994 | Малага                 | Іспанія              | 2 – 0                   | Фінляндія          | товариський матч      | -    | 46'      |
| 17-12-1994 | Брюссель               | Бельгія              | 1 – 4                   | Іспанія            | Відбір до ЧЄ 1996     | -1   | кап.     |
| 18-1-1995  | Ла-Корунья             | Іспанія              | 2 – 2                   | Уругвай            | товариський матч      | -2   | кап. 46' |
| 22-2-1995  | Херес-де-ла-Фронтера   | Іспанія              | 0 – 0                   | Німеччина          | товариський матч      | -    | кап. 46' |
| 29-3-1995  | Севілья                | Іспанія              | 1 – 1                   | Бельгія            | Відбір до ЧЄ 1996     | -1   | кап.     |
| 26-4-1995  | Єреван                 | Вірменія             | 0 – 2                   | Іспанія            | Відбір до ЧЄ 1996     | -    | кап.     |
| 7-6-1995   | Севілья                | Іспанія              | 1 – 0                   | Вірменія           | Відбір до ЧЄ 1996     | -    | кап.     |
| 6-9-1995   | Гранада                | Іспанія              | 6 – 0                   | Кіпр               | Відбір до ЧЄ 1996     | -    | кап.     |
| 20-9-1995  | Мадрид                 | Іспанія              | 2 – 1                   | Аргентина          | товариський матч      | -1   | кап.     |
| 11-10-1995 | Копенгаген             | Данія                | 1 – 1                   | Іспанія            | Відбір до ЧЄ 1996     | -1   | кап.     |
| 15-11-1995 | Севілья                | Іспанія              | 3 – 0                   | Північна Македонія | Відбір до ЧЄ 1996     | -    | кап.     |
| 24-4-1996  | Осло                   | Норвегія             | 0 – 0                   | Іспанія            | товариський матч      | -    | кап.     |
| 9-6-1996   | Лідс                   | Болгарія             | 1 – 1                   | Іспанія            | ЧЄ 1996 - 1-й етап    | -1   | кап.     |
| 15-6-1996  | Лідс                   | Франція              | 1 – 1                   | Іспанія            | ЧЄ 1996 - 1-й етап    | -1   | кап.     |
| 18-6-1996  | Лідс                   | Румунія              | 1 – 2                   | Іспанія            | ЧЄ 1996 - 1-й етап    | -1   | кап.     |
| 22-6-1996  | Лондон                 | Іспанія              | 0 – 0 д.ч. (2 – 4 п.п.) | Англія             | ЧЄ 1996 - чвертьфінал | -    | кап.     |
| 4-9-1996   | Тофтір                 | Фарерські острови    | 2 – 6                   | Іспанія            | Відбір до ЧС 1998     | -2   | кап.     |
| 9-10-1996  | Прага                  | Чехія                | 0 – 0                   | Іспанія            | Відбір до ЧС 1998     | -    | кап.     |
| 13-11-1996 | Санта-Крус-де-Тенерифе | Іспанія              | 4 – 1                   | Словаччина         | Відбір до ЧС 1998     | -1   | кап.     |
| 14-12-1996 | Валенсія               | Іспанія              | 2 – 0                   | Югославія          | Відбір до ЧС 1998     | -    | кап.     |
| 18-12-1996 | Та-Калі                | Мальта               | 0 – 3                   | Іспанія            | Відбір до ЧС 1998     | -    | кап.     |
| 12-2-1997  | Аліканте               | Іспанія              | 4 – 0                   | Мальта             | Відбір до ЧС 1998     | -    | кап.     |
| 30-4-1997  | Белград                | Югославія            | 1 – 1                   | Іспанія            | Відбір до ЧС 1998     | -1   | кап.     |
| 8-6-1997   | Вальядолід             | Іспанія              | 1 – 0                   | Чехія              | Відбір до ЧС 1998     | -    | кап.     |
| 24-9-1997  | Братислава             | Словаччина           | 1 – 2                   | Іспанія            | Відбір до ЧС 1998     | -1   | кап.     |
| 11-10-1997 | Хіхон                  | Іспанія              | 3 – 1                   | Фарерські острови  | Відбір до ЧС 1998     | -1   | кап.     |
| 19-11-1997 | Пальма (місто)         | Іспанія              | 1 – 1                   | Румунія            | товариський матч      | -1   | кап.     |
| 28-1-1998  | Сен-Дені               | Франція              | 1 – 0                   | Іспанія            | товариський матч      | -1   | кап.     |
| 25-3-1998  | Віго                   | Іспанія              | 4 – 0                   | Швеція             | товариський матч      | -    | кап.     |
| 13-6-1998  | Нант                   | Іспанія              | 2 – 3                   | Нігерія            | ЧС 1998 - 1-й етап    | -3   | кап.     |
| 19-6-1998  | Сент-Етьєн             | Парагвай             | 0 – 0                   | Іспанія            | ЧС 1998 - 1-й етап    | -    | кап.     |
| 24-6-1998  | Ланс                   | Болгарія             | 1 – 6                   | Іспанія            | ЧС 1998 - 1-й етап    | -1   | кап.     |
| Усього     |                        | Матчів (5 місце)     | 126                     |                    | Голів                 | -99  |          |

## Титули і досягнення

### Командні
- Чемпіон Іспанії (6):

«Атлетік»:  1982–83, 1983–84
«Барселона»:  1990–91, 1991–92, 1992–93, 1993–94
- Володар Кубка Іспанії (3):

«Атлетік»:  1983–84
«Барселона»:  1987–88, 1989–90
- Володар Суперкубка Іспанії (3):

«Атлетік»:  1984
«Барселона»:  1991, 1992
- Володар Кубка Кубків УЄФА (1):

«Барселона»:  1988–89
- Переможець Кубка європейських чемпіонів (1):

«Барселона»:  1991–92
- Володар Суперкубка Європи (1):

«Барселона»:  1992
- Володар Кубка Інтертото (1):

«Валенсія»:  1998
- Віце-чемпіон Європи: 1984

### Особисті
- Трофей Рікардо Самора: 1986–87
- Футболіст року в Іспанії: 1987